# 629 (tal)
629 är det naturliga heltal som följer 628 och följs av 630.

## Matematiska egenskaper
- 629 är ett udda tal.
- 629 är ett semiprimtal[1].
- 629 är ett sammansatt tal.
- 629 är ett Harshadtal.

## Inom vetenskapen
- 629 Bernardina, en asteroid.